# Ђови Алтимаре (Салерно)
Ђови Алтимаре је насеље у Италији у округу Салерно, региону Кампанија.
Према процени из 2011. у насељу је живело 107 становника. Насеље се налази на надморској висини од 137 м.